# Sanger (Teksas)
Sanger – miasto w Stanach Zjednoczonych, w stanie Teksas, w hrabstwie Denton.
Na miejscu obecnego miasta w 1886 roku stworzono przystanek kolejowy, przez który wywożone były płody rolne i bydło z okolicznych farm.

## Demografia
Według przeprowadzonego przez United States Census Bureau spisu powszechnego w 2020 roku miasto liczyło 8839 mieszkańców. Natomiast skład etniczny w mieście wyglądał następująco: Biali 89,1%, Afroamerykanie 3,6%, Azjaci 0,9%, pozostali 6,3%.